# Albert Ehrenstein

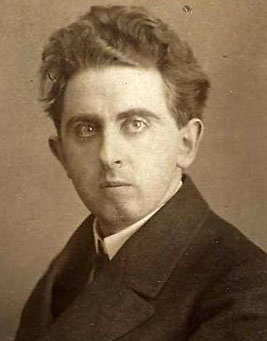
Albert Ehrenstein

Albert Ehrenstein (Ottakring, Wenen, 23 december 1886 - New York, 8 april 1950) was een Duits-Oostenrijks expressionistisch schrijver en dichter, van Joodse herkomst.

## Leven en werk
Ehrenstein studeerde filologie en geschiedenis in Wenen en sloot zich in 1911 aan bij de Berlijnse expressionistische kunstenaarsbeweging rondom het bekende tijdschrift ‘Der Sturm’. Na eerst een aantal verhalen en novellen te hebben gepubliceerd (waarvan zijn debuut Tubutsch uit 1911, met illustraties van zijn vriend Kokoschka, wel het bekendst is), legde hij zich toe op het schrijven van uitgesproken expressionistische gedichten, met cynische elementen, veel pathos en wanhopig pacifistische tendensen. Na de Eerste Wereldoorlog reisde Ehrenstein door Europa, Afrika en Azië, waar hij langdurig China bezocht. Hij vertaalde later diverse werken van en naar het Chinees. Ook schreef hij een hele reeks artikelen en impressies over Palestina, dat hij in 1930 bezocht.
Nadat Ehrenstein eind 1932 naar Zwitserland uitweek vanwege de dreiging van het nazisme stopte zijn eigen literaire productie geheel. In 1941 verhuisde hij naar New York, waar hij in 1950 verarmd en verbitterd stierf.